# 4月18日 (旧暦)
旧暦4月18日は旧暦4月の18日目である。六曜は先負である。

## できごと
- 開平元年（ユリウス暦907年6月1日） - 朱全忠が唐の哀帝を廃して自ら皇帝に即位。翌日大梁国を建国。五代十国時代が始る

## 誕生日
- 元亀2年（ユリウス暦1571年5月11日） - 丹羽長重、安土桃山時代の武将、白河藩初代藩主 (+ 1637年)
- 寛政10年（グレゴリオ暦1798年6月2日） - 中山みき、天理教開祖（+ 1887年）
- 天保8年（グレゴリオ暦1837年5月22日） - 吉村寅太郎、土佐藩出身の志士（+ 1863年）
- 嘉永2年（1849年_月_日） - 安川敬一郎、実業家・明治鉱業設立（+ 1934年）

## 忌日
- （紀元前479年5月25日） - 孔子、儒教の祖（* 紀元前551年）
- 嘉永2年（グレゴリオ暦1849年5月10日） - 葛飾北斎、浮世絵師（* 1760年）